# 渥美東洋
渥美 東洋（あつみ とうよう、1935年〈昭和10年〉1月20日 - 2014年〈平成26年〉1月30日）は、日本の法学者（刑事訴訟法）。法学博士（中央大学・1978年）。中央大学名誉教授、警察大学校名誉教授。京都産業大学客員教授、学校法人常磐大学理事、司法試験考査委員を務めた。

## 経歴・人物
1935年、満洲国新京（現：長春市）で高官の家庭に生まれ幼少時代を過ごし、敗戦後、浜松市に戻る。静岡県立浜松北高等学校卒業後、1955年、中央大学法学部3年生の時、司法試験に首席で合格。翌年、国家公務員六級職試験（後の上級甲種試験、Ⅰ種試験）に8位で合格。中央大学法学部助手兼務で司法修習修了。
刑事訴訟法学において、英米法の影響を大きく受けた学説を主張し、その独自の展開ゆえ「渥美刑訴」と呼ばれた。母校である中央大学法学部の他、慶應義塾大学法学部・大学院法学研究科、日本大学法学部などで教鞭をとり、数多くの法曹を世に送り出したほか、最高裁判所規則制定諮問委員、司法試験第二次試験考査委員、法制審議会委員、中央大学総合政策学部長、警察大学校特別捜査幹部研修所講師、財団法人警察協会評議員、日本刑法学会理事・監事、警察政策学会会長、日本被害者学会理事長、財団法人犯罪被害救援基金常務理事、社団法人被害者支援都民センター理事長などを歴任。
2014年1月30日、虚血性心疾患のため東京都新宿区の病院で死去。79歳没。

## 学説（総論）
出世作は博士論文である「捜査の原理」であるが、渥美の学説を理解するにあたり注意しなければならないのは、その用語法が通説とほぼ正反対といえるほど異なっている点である。

### 捜査は公判と連続した手続きではない
通説的な考えに立つ田宮裕は、弾劾的捜査観を提唱した平野龍一の学説を継承、発展させた論文「捜査の構造」（有斐閣、1971年）を発表していたが、その中で刑事訴訟法を当事者主義の見地から解釈すべきであると主張した。すなわち公判を当事者主義とすべきであり、捜査についても公判の準備として連続的にとらえて、弾劾主義であるべきであると説いた。
これに対して渥美は異議を唱え、平野・田宮の学説を批判して、英米法に基礎をおく独自の学説を展開した。渥美は、アメリカ合衆国憲法は社会契約説に立つとの理解の下、同憲法を継受した日本国憲法も同説に立つとした上で、英米法の判例法によって認められた原則を基礎として日本の刑事訴訟法を解釈すべきであると主張する。
渥美によれば、ドイツ法は公判における職権主義を基礎とし、捜査については公判の準備として連続的にとらえて、裁判官が発する令状（命令状）によって規律される糾問主義をとるとされる（「糾問主義、職権主義」）。それに対し英米法に由来する「弾劾主義、当事者・論争主義」ではドイツ法と異なり、捜査は公判と全く異なる独自の手続とされており、連続性は認められないとする。このような対比の図式が日本の刑事訴訟法を解釈する指針となると主張する。渥美の考えからすれば、平野・田宮の学説は捜査と公判を連続的にとらえていることから、従来の用語法と正反対にむしろ糾問主義的と評価されることになる。

### 公判構造の選択が、人権保障の可否を決めるわけではない
渥美は、「職権主義・糾問主義は人権保障に反する」という考えは誤りであると言う。というのも西側先進国である大陸法の国（ドイツ、フランスなど）は、職権主義・糾問主義をとりながら人権保障を行っているからである。
すなわち職権主義・糾問主義（大陸法）であろうが、当事者主義・弾劾主義（英米法）であろうが、人権保障は可能であると渥美は考える。では、いずれをとるのか。日本国憲法は英米法の流れを汲むものであり、その基礎の上に日本の刑事手続き法はあるのだから、英米法の考えに立って解釈すべきであるという結論にいたる。
渥美の考えでは、アメリカ合衆国憲法も日本国憲法も社会契約説に立つと理解し、主権者たる国民は、選挙と表現の自由を通じて立法と行政に主体的に働きかける有権者である。のみならず国民は、司法においては審査される対象にとどまらず、訴訟主体として位置づけられるべきであり、被告人は訴追側と論争する当事者とされるのである（当事者主義）。

### 捜査には公判とは別の独自の原理が必要である
平野・田宮の学説では公判の構造が捜査の構造を決めるが（つまり捜査の構造は、公判の構造に従属している）、これに反論する渥美は、捜査は公判構造に従属するのではなく、捜査独自の原理によって規律されるべきであると主張する（だから渥美の博士論文のタイトルは、公判構造に従属しない「捜査の原理」なのである）。
渥美の捜査観はリアルな現状認識に基づいている。都市化された匿名性の社会において犯罪を覚知して摘発するためには、捜査は組織的・機動的に行わなければならないが、他方、人権を守ることも必須である。
①そのために個人のプライバシーの領域を設定し、そこに捜査が入る場合には裁判官の審査を必要とする。
②裁判官の審査は事前を原則とする（令状主義）が、事前審査ができない緊急の場合は事後の審査を遅滞なく行う。
③被疑者の防御権を保障するために、裁判官の審査に被疑者・弁護人の参加を認めることが必要だが、強制捜査の前にはそれはできない（逃亡や証拠隠滅の機会を与えてしまう）ので、強制捜査実施後に速やかに防御の機会を与える。
以上の手続きを整備し実施することが「捜査の原理」である（捜査構造論ではない）。これらのことの経験知は、産業革命や都市化が早くに進んだ英米の裁判例の中にある。渥美がアメリカの裁判例を重視するのは、そのためである。

## 学説（各論）

### 死刑の時効の成立時期
死刑の時効は2010年の刑法の改正で廃止されたが、それ以前の死刑の確定判決については、死刑の時効の成立時期が論争となっていた。というのも死刑が執行されずに長期間、拘禁されている死刑囚の存在があったからである（帝銀事件の平沢貞通など）。渥美は、死刑の為の拘禁により時効は中断すると説いた。
一方、有力メディアなどは拘禁されていても確定判決から30年が経過すれば死刑の時効が成立すると主張していたが、渥美は反対し、そのような法解釈は30年が経過する前の死刑執行をうながしてしまう（法務省は、法執行機関である責務を果たす為にそうするだろう）と警鐘を鳴らした。事実、確定判決から長年月が経っている拘禁中の死刑囚に対して死刑が執行される事態が発生した。

## エピソード
- 形式的な論理で物事を捉えるのではなく、「コンクリートに物事を考える」ことを重視していた。
- 近代法における法の支配の概念は、近代ヨーロッパにおける経験知の集積の上に成り立っており、だからこそ、歴史を知ることは必要であり重要であると考えていた。
- 渥美が訴訟法学者になった理由は、実体法で定められた人権保障は、手続法が整備され実施されなければ実現しないという信念に基づいていた。刑事手続きを圧政の手段にしてはならない。渥美は言った、「この世界を良くしていくのは、センティメンタリズムではないんです。制度と手続きの整備なんです」と。
- 「通念からの脱却には20年の歳月を要する」と語っている。事実、司法試験合格（1955年）から博士論文の「捜査の原理」（1978年）までに20年の時が流れている。
- 渥美は少数説がゆえに悲哀を味わった時期があった。学会では孤軍奮闘し、母校の法学部の学生からは、渥美説は少数説だから勉強しないと言われたりした（司法試験では通説にたった答案を書くのが得策だからである）。渥美は語っている、「私は強くなろうと思った」と。
- 文学は一般的には非論理的なものと思われているが、渥美は良質な文学はまさしく論理的であり、人間の姿や社会の実態を論理的に解き明かしていると考えていた。
- 子供の頃に住んでいた満洲国新京（現・長春市）には長い商店街があり、渥美は左右それぞれの100以上の商店の順番を記憶しており、それに暗記する事項を当てはめて覚えていた。
- 司法試験受験の直前では勉強時間を確保するために、朝食と昼食をしっかり食べた後、夕飯を抜いていた。「みるみる痩せたよ」と語っている。
- 渥美は旺盛な愛校心を持っていた。法学部の学生時代、大学の運動部にとって重要な試合があり、渥美を含めた仲間たちは、その試合を応援に行きたいと思っていたが、あいにくその時間に授業があった。その授業の教授は、質問があるとその時点で「調べなければならないので」と言って授業を打ち切る先生だった。渥美は仲間から「授業が始まったら質問しろ」と言われ、渥美は質問した。そうして仲間と共に大事な試合の応援に行くことができた。渥美は言う、「そういうことは、してはいけませんね」。

## 略歴[6]

### 学歴
- 1955年 中央大学法学部法律学科3年次に司法試験合格
- 1957年 同卒業

### 職歴
- 1957年 中央大学法学部助手(途中、司法修習修了)[7]
- 1962年 中央大学法学部助教授[7]
- 1969年 中央大学法学部教授[7]
- 1982年 中央大学日本比較法研究所所長
- 1989年 中央大学大学院法学研究科委員長
- 1993年 中央大学総合政策学部教授、総合政策学部長
- 2004年 中央大学大学院法務研究科教授
- 2005年 中央大学定年退職。中央大学名誉教授
- 2005年 京都産業大学大学院法務研究科教授[7]
- 2013年 京都産業大学社会安全・警察学研究所所長
- 2014年 在職中に逝去。79歳没。

## 業績

### 著作
- 『刑事訴訟法（全訂版）第2版』（有斐閣、2009年）
- 『捜査の原理』（有斐閣、1979年）
- 『レッスン刑事訴訟法』（上）（中）（下）（中央大学出版部、1985年、1986年、1987年）
- 『法の原理』（I）、（II）、（III）（中央大学生協出版部、1993年、1993年、1995年）
- 『罪と罰を考える』（有斐閣 1993年）
- 『刑事訴訟法における自由と正義』（有斐閣、1994年）
- 『複雑社会で法をどう活かすか』（立花書房、1998年）
- 『組織企業犯罪を考える』（中央大学出版部、1998年）
- 『日韓刑事法の探求』（中央大学出版部、1998年）

### 論文
- 「アメリカ合衆国における少年裁判所制度の動向」（『警察学論集』第47巻6号、1994年）
- 「『コミュニティー・ポリースィング』について」（『警察学論集』第42巻9号、1994年）
- 「刑事手続における被害者の法的地位」（『被害者学研究』10号、2000年）
- 「被害者の刑事法運用全システムに関する理論の発展に与えた影響の大きさ」（『宮沢浩一古稀記念論文集』成文堂、2001年）
- 「公判とは別の途をとる手続きの性格と理解」（『白門』2巻10号、2001年）
- 「オーストリアとニュージーランドにおける少年法制度の研究 Family group conference を中心として」『警察学論集』53巻10号、2000年）
- 「欧米諸国の少年非行対策の傾向」（『（財）社会安全研究財団女性事業研究報告書』、2001年）

## 恩師
- 学内指導教授として吉田常次郎（元中央大学教授、刑法学者）、学外指導教授として団藤重光の薫陶を受けた[7]。
- 留学中はエイブラハム・ゴールドシュティン（英語版）（イェール大学ロースクール教授）に薫陶を受けた[7]。

## 門下生
- 椎橋隆幸　中央大学名誉教授
- 荒木伸怡　立教大学名誉教授
- 柳川重規　中央大学法学部教授
- 洲見光男　同志社大学教授
- 清水真　　明治大学法科大学院教授
- 綿引万里子　元名古屋高裁長官（ゼミ出身者）
- 横田尤孝　元最高裁判事（ゼミ出身者）